# Phi1 Lupi
Pour les articles homonymes, voir Phi Lupi.
Désignations
Phi1 Lupi (en abrégé φ1 Lup) est une étoile géante de la constellation australe du Loup. Sa magnitude apparente est de 3,56. D'après la mesure de sa parallaxe annuelle par le satellite Hipparcos, l'étoile est située à environ ∼ 275 a.l. (∼ 84,3 pc) de la Terre. Elle se rapproche du Système solaire à une vitesse radiale de −29 km/s.
Phi1 Lupi est une étoile géante rouge de type spectral K4III. C'est une étoile variable de type indéterminé, dont la magnitude visuelle varie avec une amplitude de 0,008 et selon une période de 4,82 jours. Elle est 711 fois plus lumineuse que le Soleil et sa température de surface est de 3 894 K. L'étoile possède deux compagnons recensés dans les catalogues d'étoiles doubles et multiples, qui sont deux étoiles de quinzième magnitude situés à 17 secondes d'arc d'elle. Ils apparaissent être des compagnons purement optiques.